# 8.ª reunião de cúpula do G20

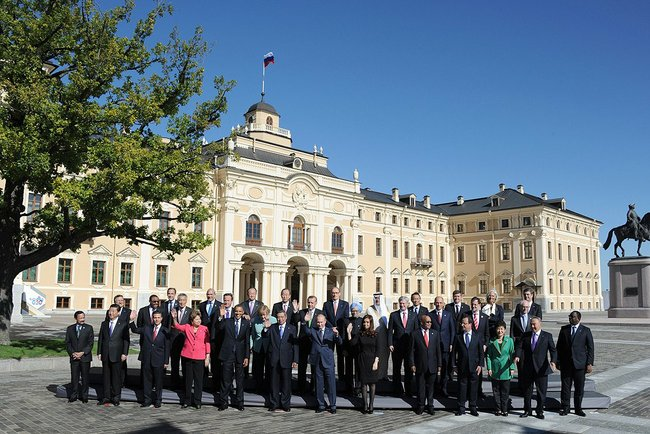
Líderes mundiais presentes na 8ª Cúpula do G-20, 2013.

A Reunião de cúpula do G-20 em São Petersburgo (2013) realizou-se nos dias 5 e 6 de setembro de 2013 na cidade de São Petersburgo, Rússia. Foi a segunda rodada de uma cimeira realizada em 18 e 19 de abril de 2013, na qual foi debatida a política protecionista e a desvalorização competitiva entre as futuras potências mundiais.
Os debates, agendados para o desenvolvimento mundial, giraram em torno da Crise na Síria e, subsequentemente, sobre as denúncias de uso de armas químicas contra a população pelo presidente Bashar al-Assad. Em meio às considerações sobre o governo sírio, os Estados Unidos propuseram uma intervenção militar independente (sem a colaboração das Nações Unidas) na Síria, sendo que 11 países (entre eles, França e Reino Unido) concordaram e a Federação Russa, anfitriã da cimeira, propôs argumentos mais apurados para esboço de qualquer iniciativa.
O Brasil ressaltou as recentes denúncias sobre o extenso programa de espionagem norte-americano. Em resposta, o presidente Barack Obama declarou estar apurando com seriedade as denúncias, assinalando ainda que "entende a preocupação do governo brasileiro".

## Síria
A reunião de cúpula foi dominada pelas questões envolvendo a Guerra Civil Síria e um potencial reação internacional aos ataques químicos de Ghouta. Na prática, a reunião foi decorrente da falha dos Estados Unidos em obter uma resolução das Nações Unidas para iniciar operações militares contra o governo al-Assad, devido principalmente à oposição dos governos chinês e russo. A Câmara dos Comuns do Reino Unido votou contra uma moção sobre a cooperação britânica nas eventuais operações militares, o que gerou debates por parte dos políticos estadunidenses. No entanto, 11 país assinaram um documento "condenando o governo al-Assad por ataques químicos" e conclamando para uma "forte reação internacional".

## Participantes
Ao todo, 21 líderes tomaram parte na Reunião do G-20 e, com exceção da Austrália, todos os países foram representados por seus chefes de Estado ou de governo. O primeiro-ministro australiano, Kevin Rudd, esteve ausente pela segunda vez na Reunião do G-20 (devido às eleições federais australianas); a primeira vez foi em 2010.  Dos 21 líderes, 4 eram mulheres: Dilma Rousseff, Cristina Kirchner, Angela Merkel e Park Geun-hye.

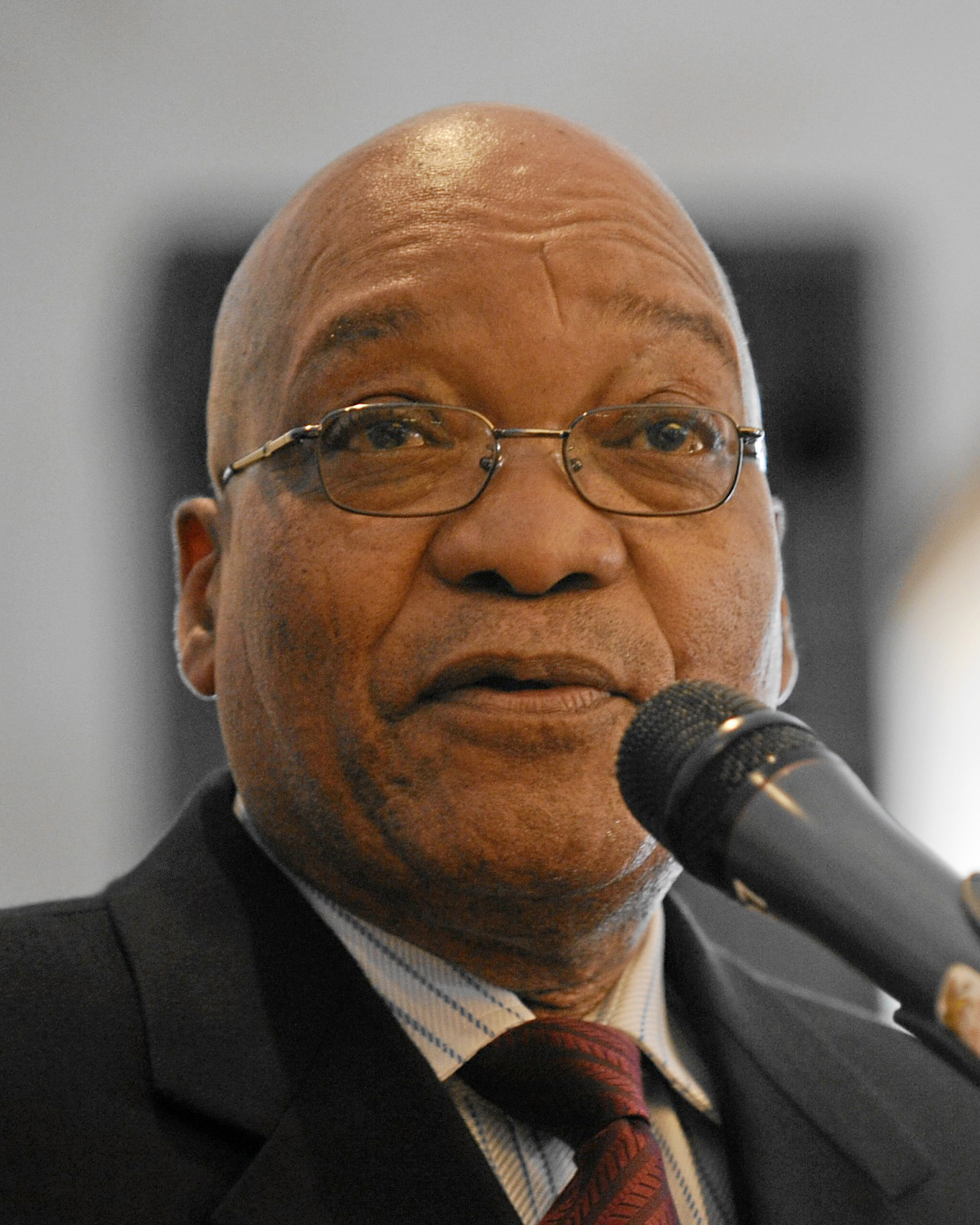
África do Sul Jacob Zuma
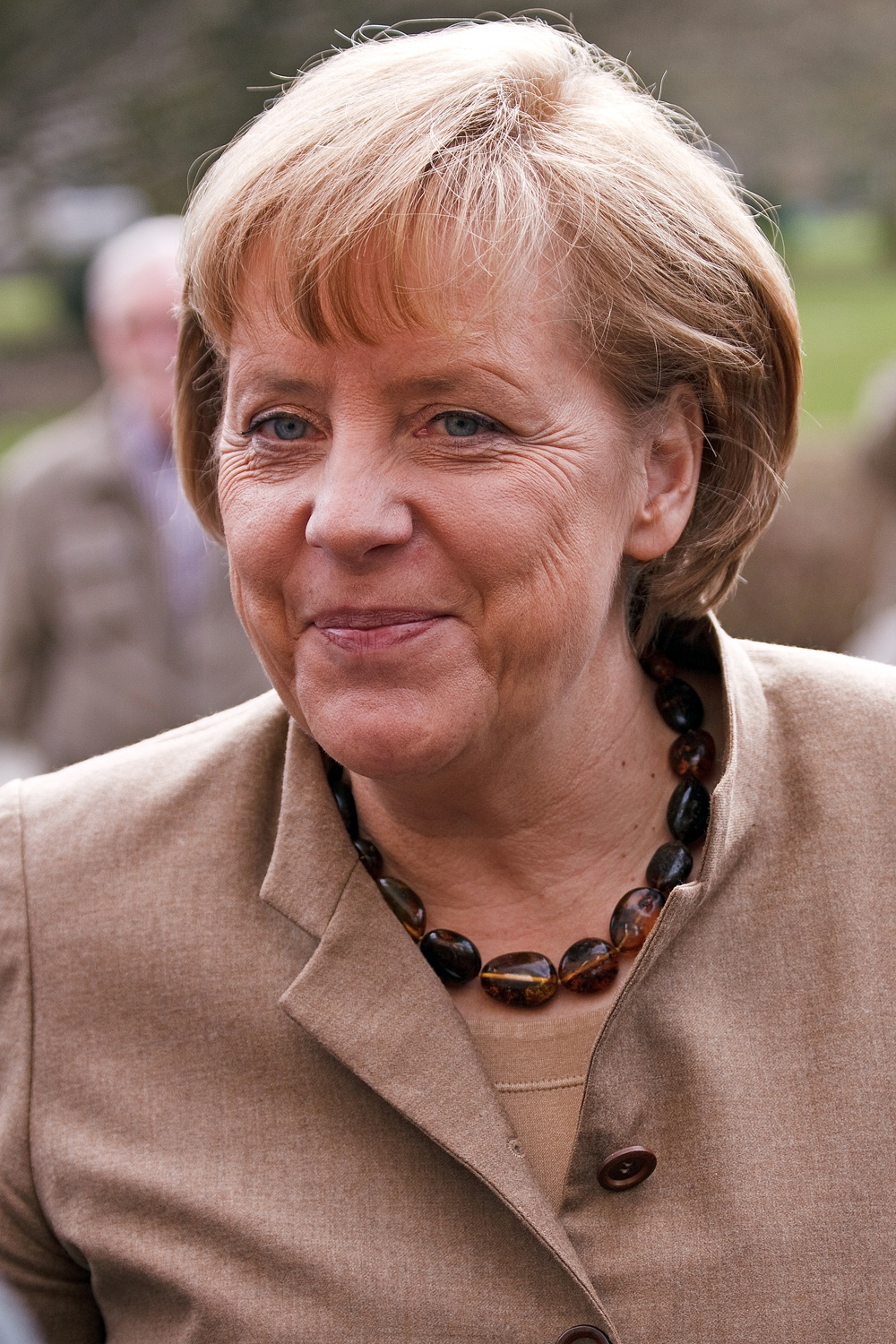
Alemanha Angela Merkel
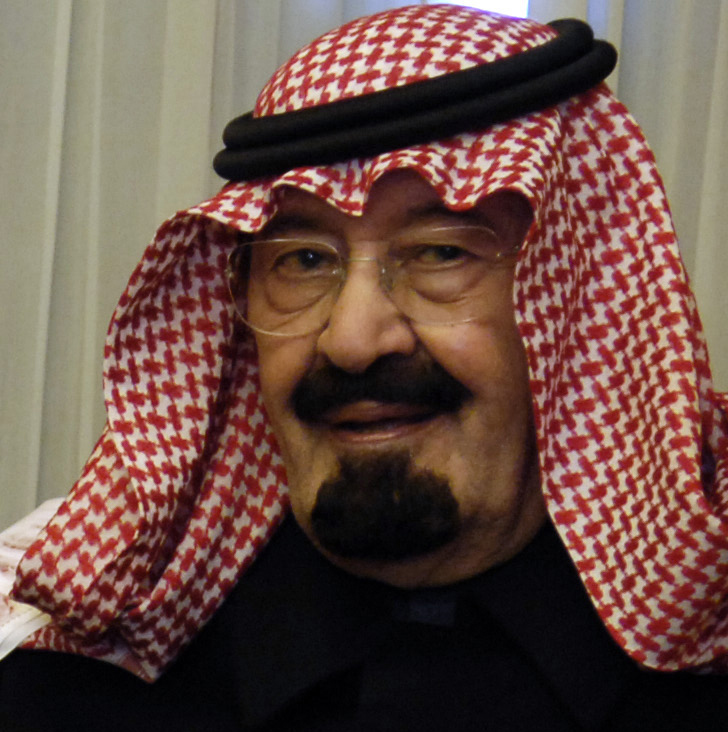
Arábia Saudita Rei Abdallah
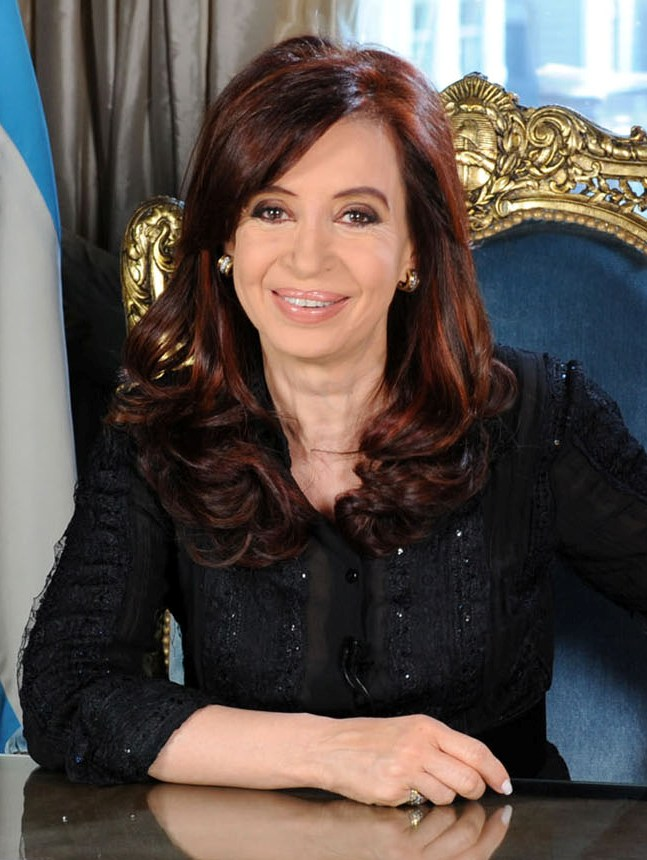
Argentina Cristina Kirchner
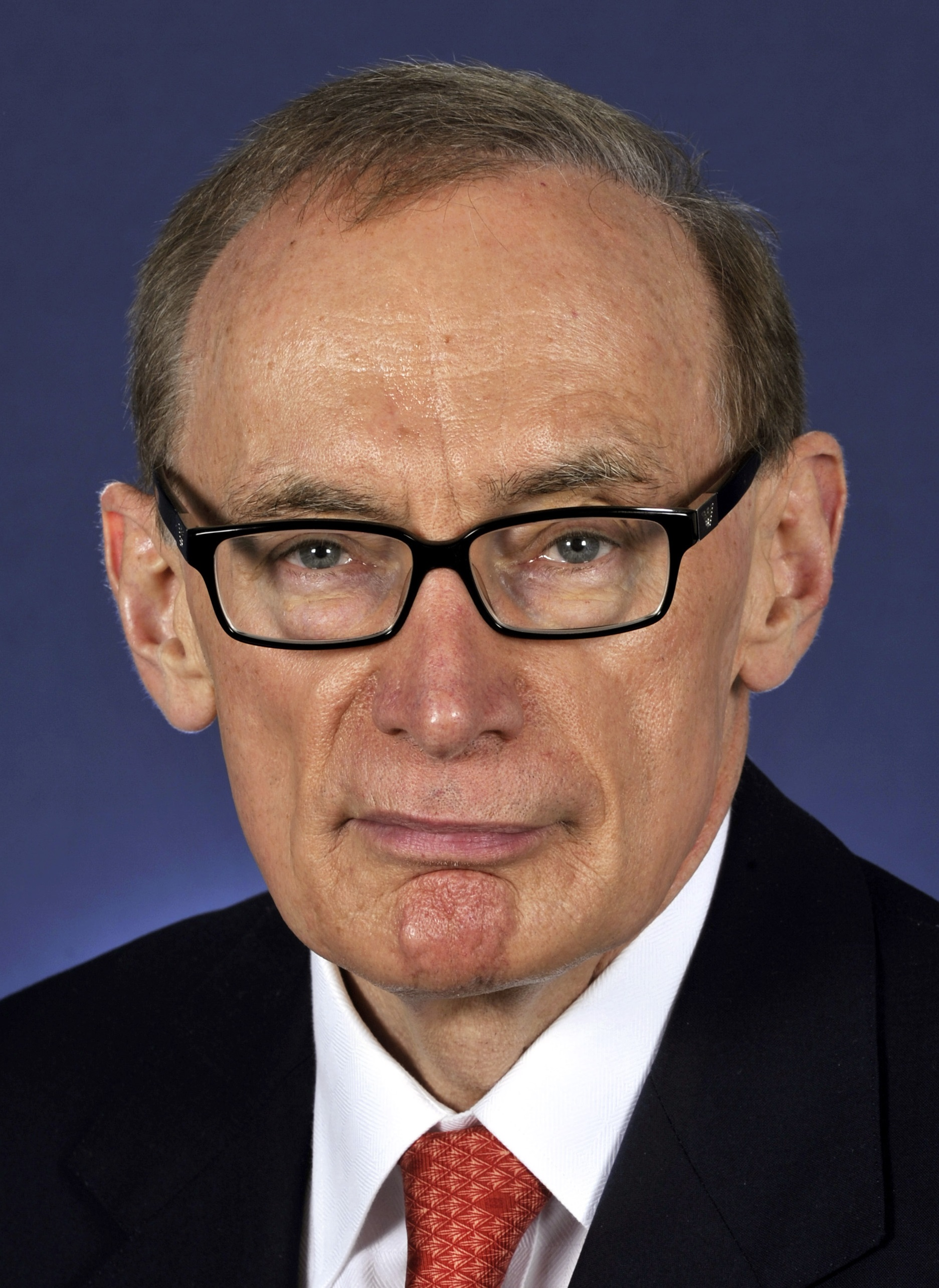
Austrália Bob Carr*
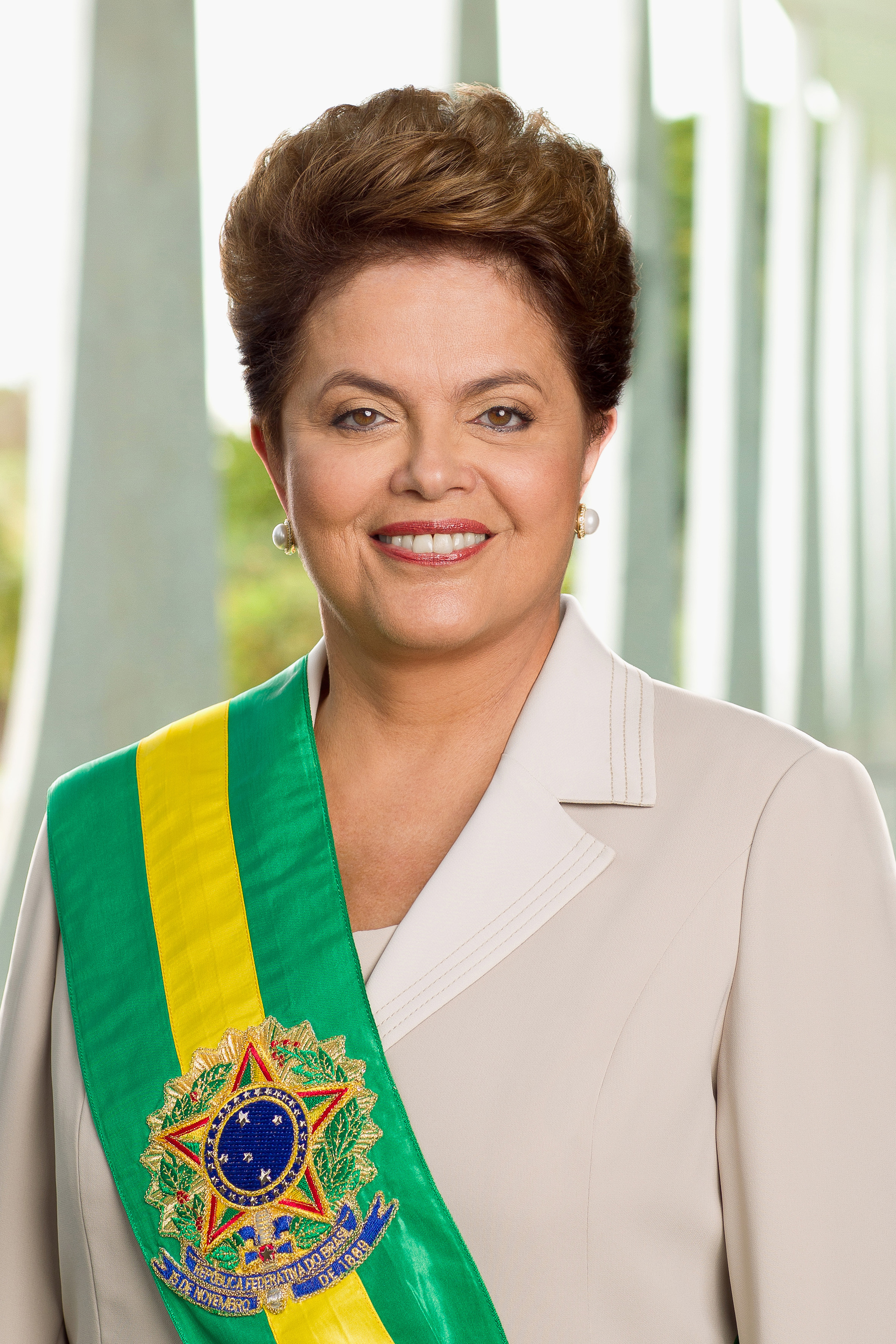
Brasil Dilma Rousseff
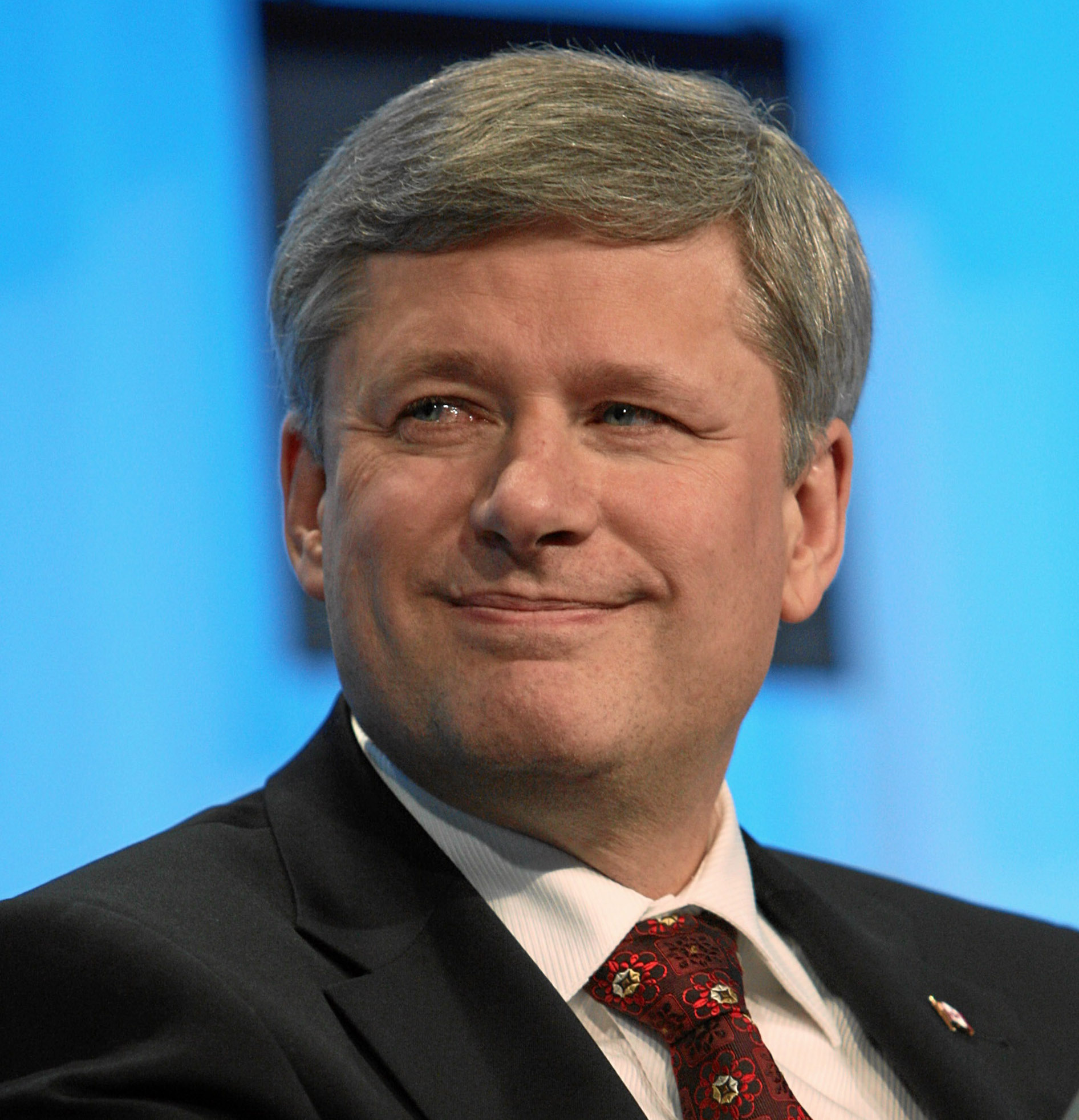
Canadá Stephen Harper
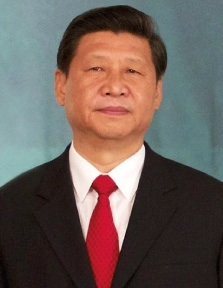
China Xi Jinping
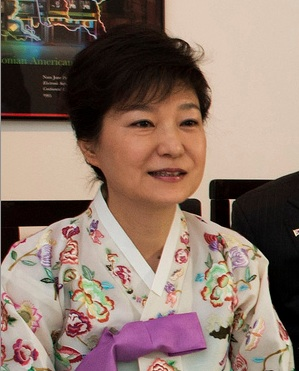
Coreia do Sul Park Geun-hye
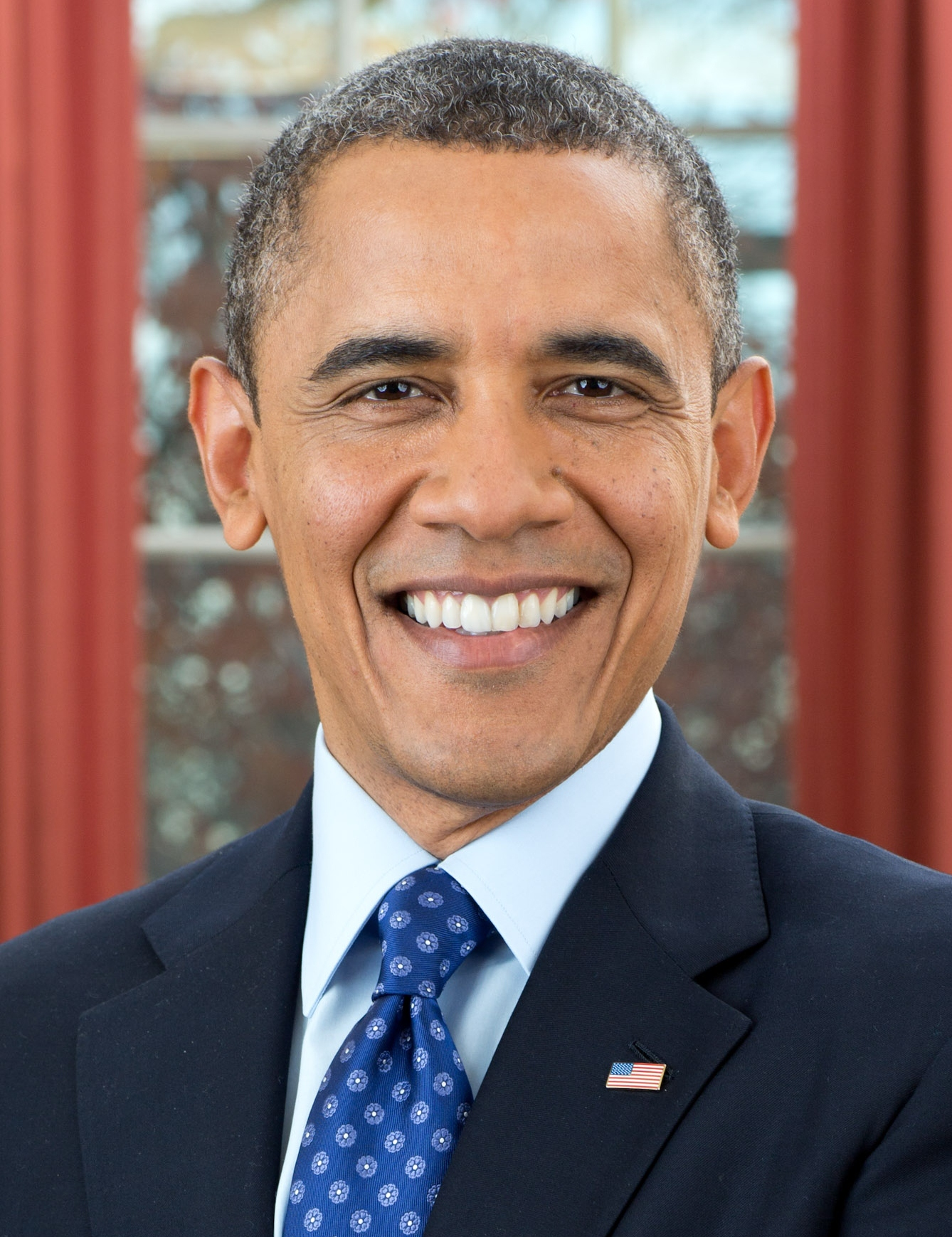
Estados Unidos Barack Obama
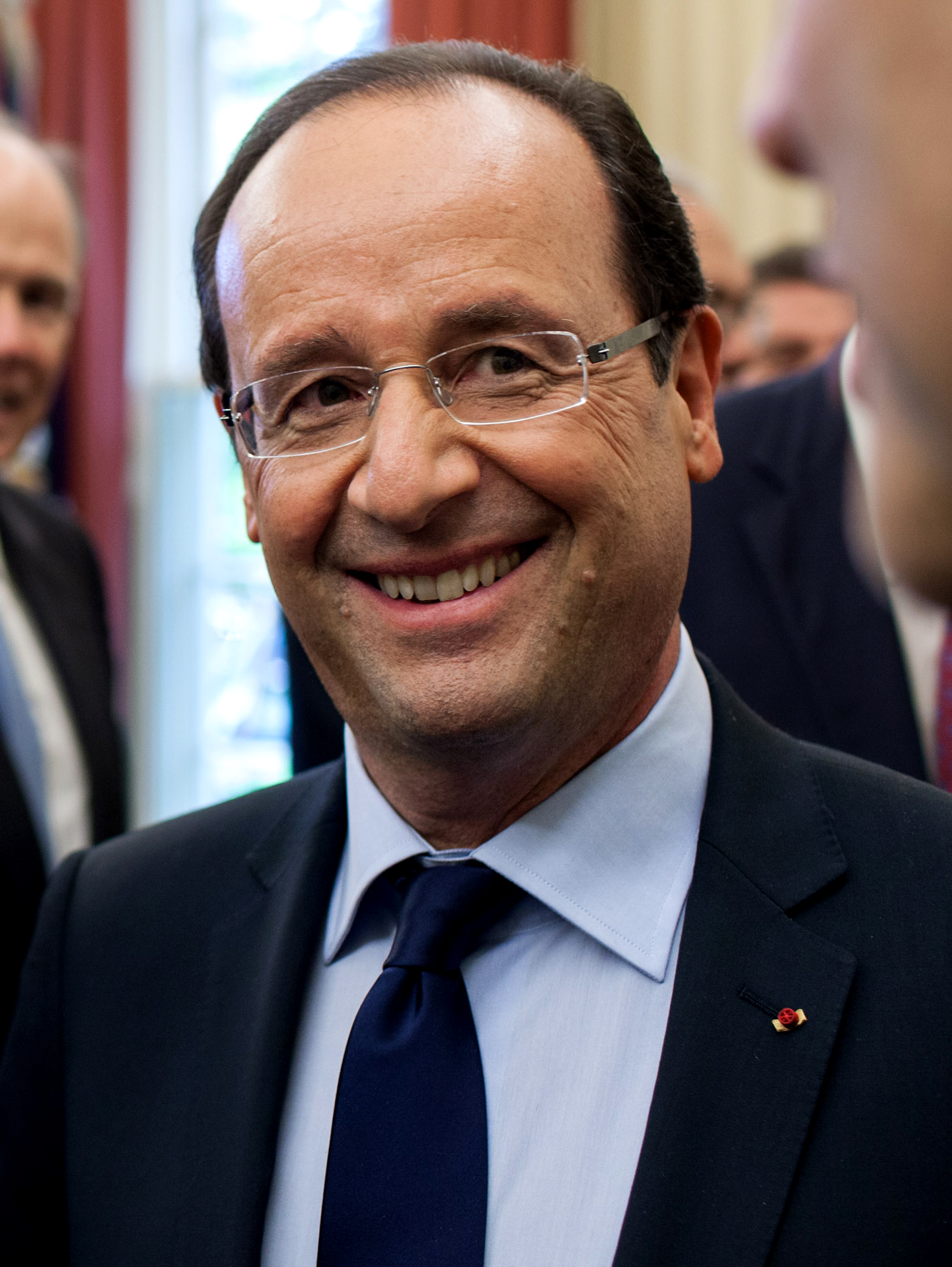
França François Hollande
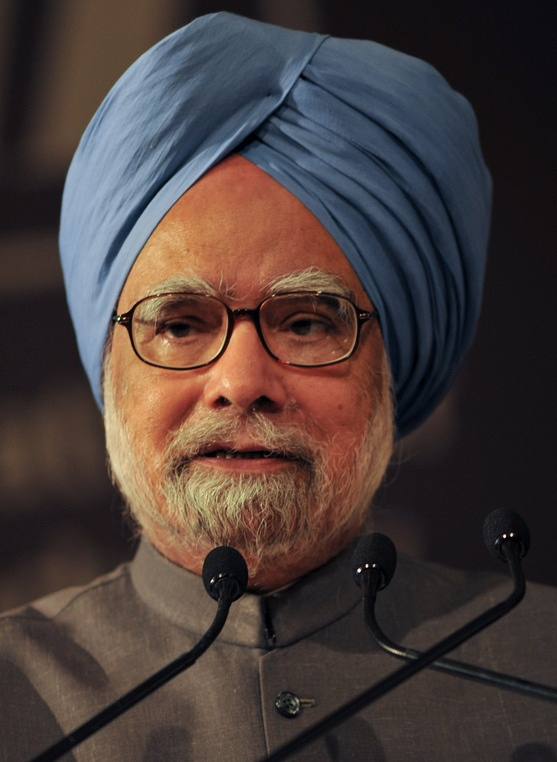
Índia Manmohan Singh
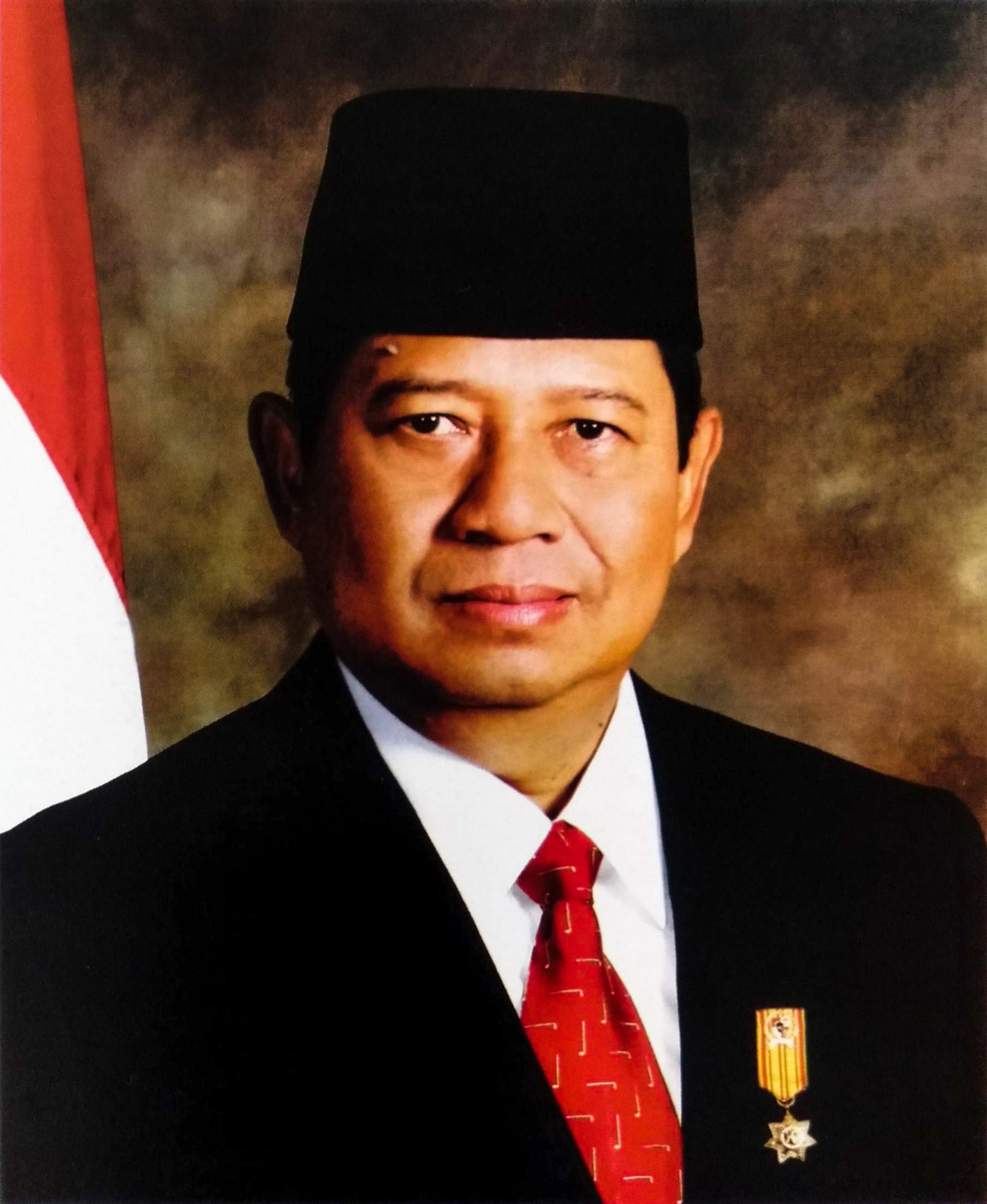
Indonésia Susilo Bambang Yudhoyono
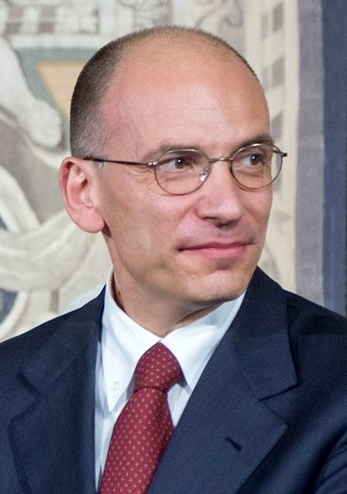
Itália Enrico Letta
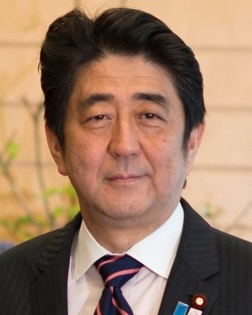
Japão Shinzo Abe
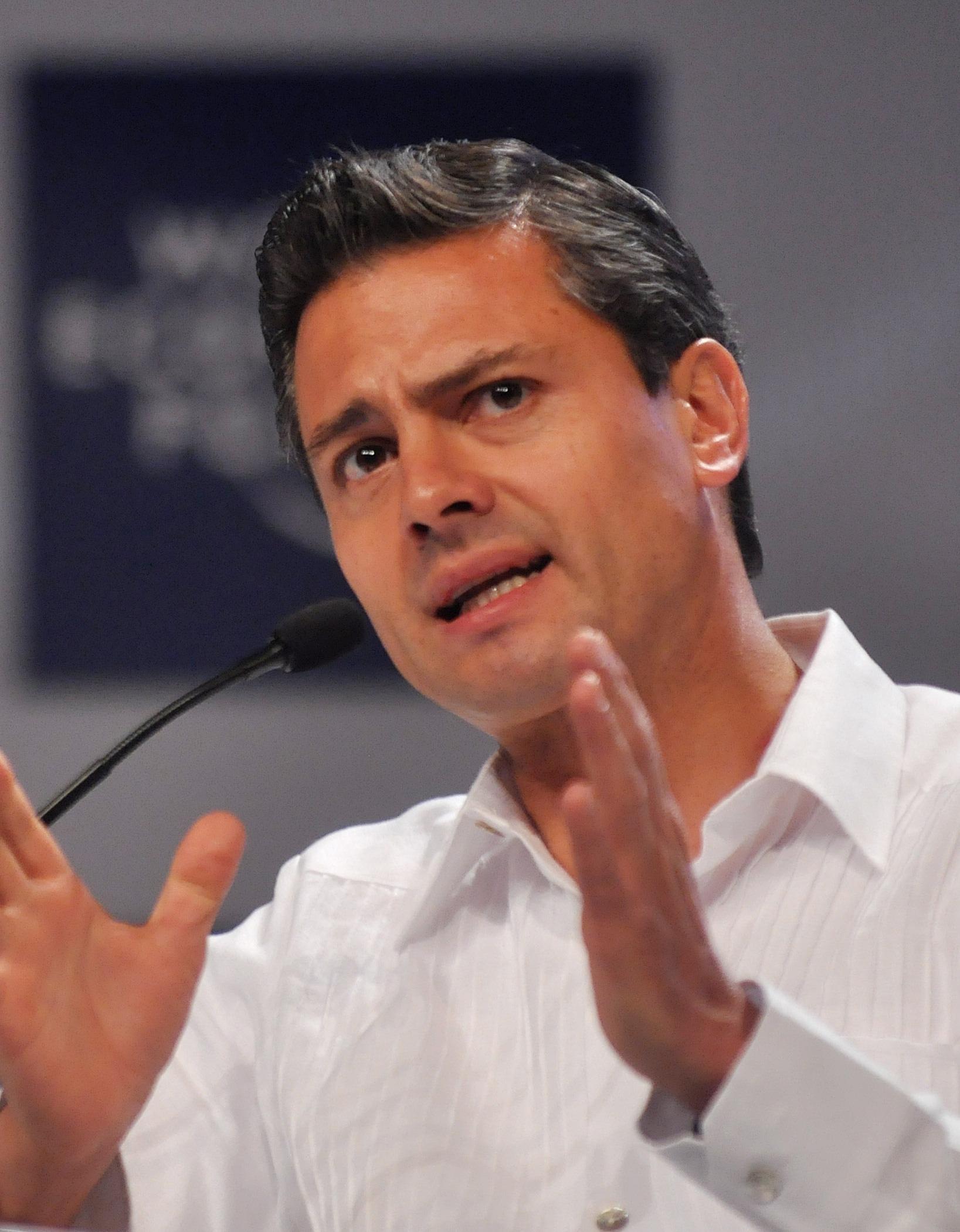
México Enrique Peña Nieto
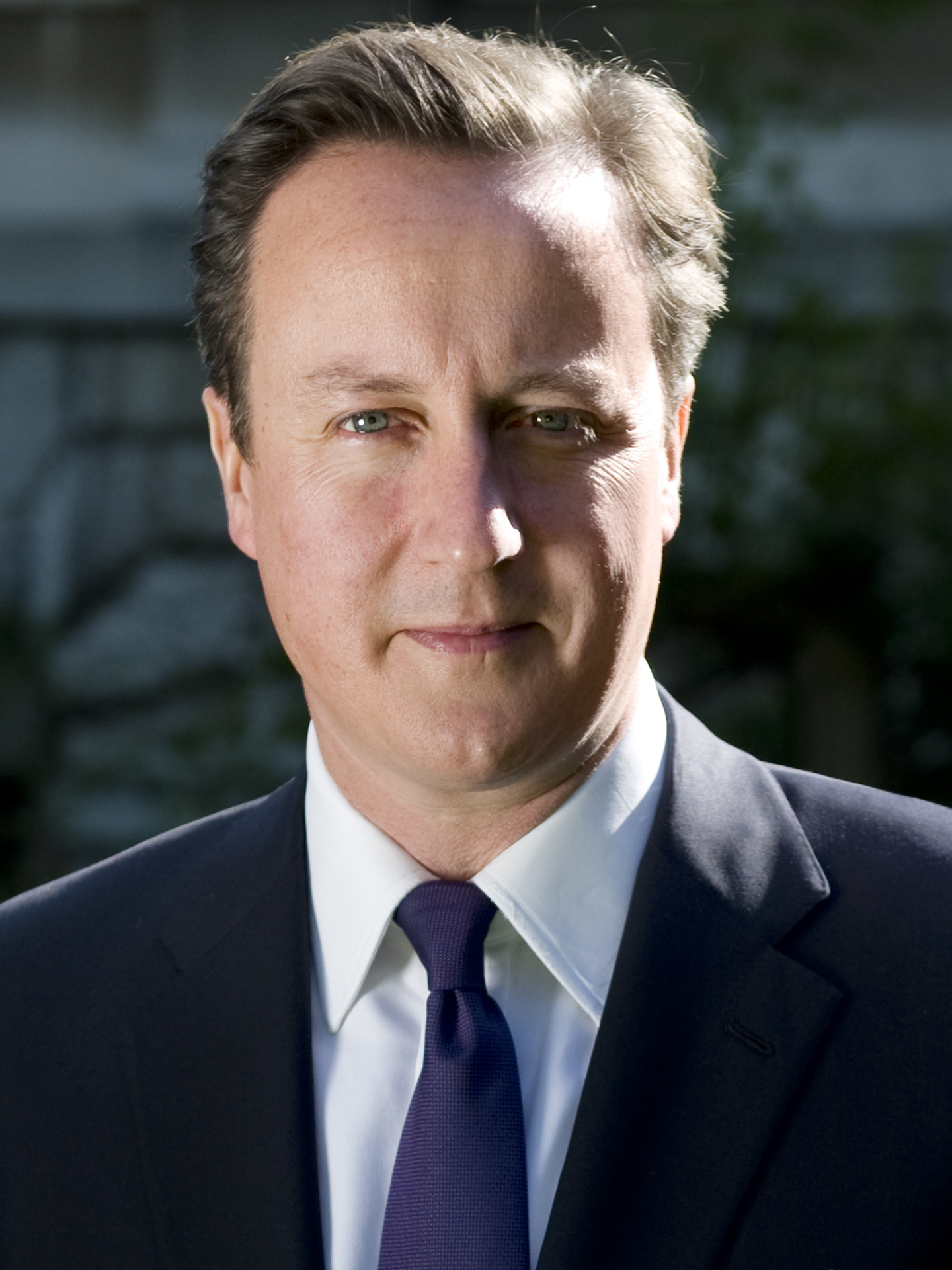
Reino Unido David Cameron
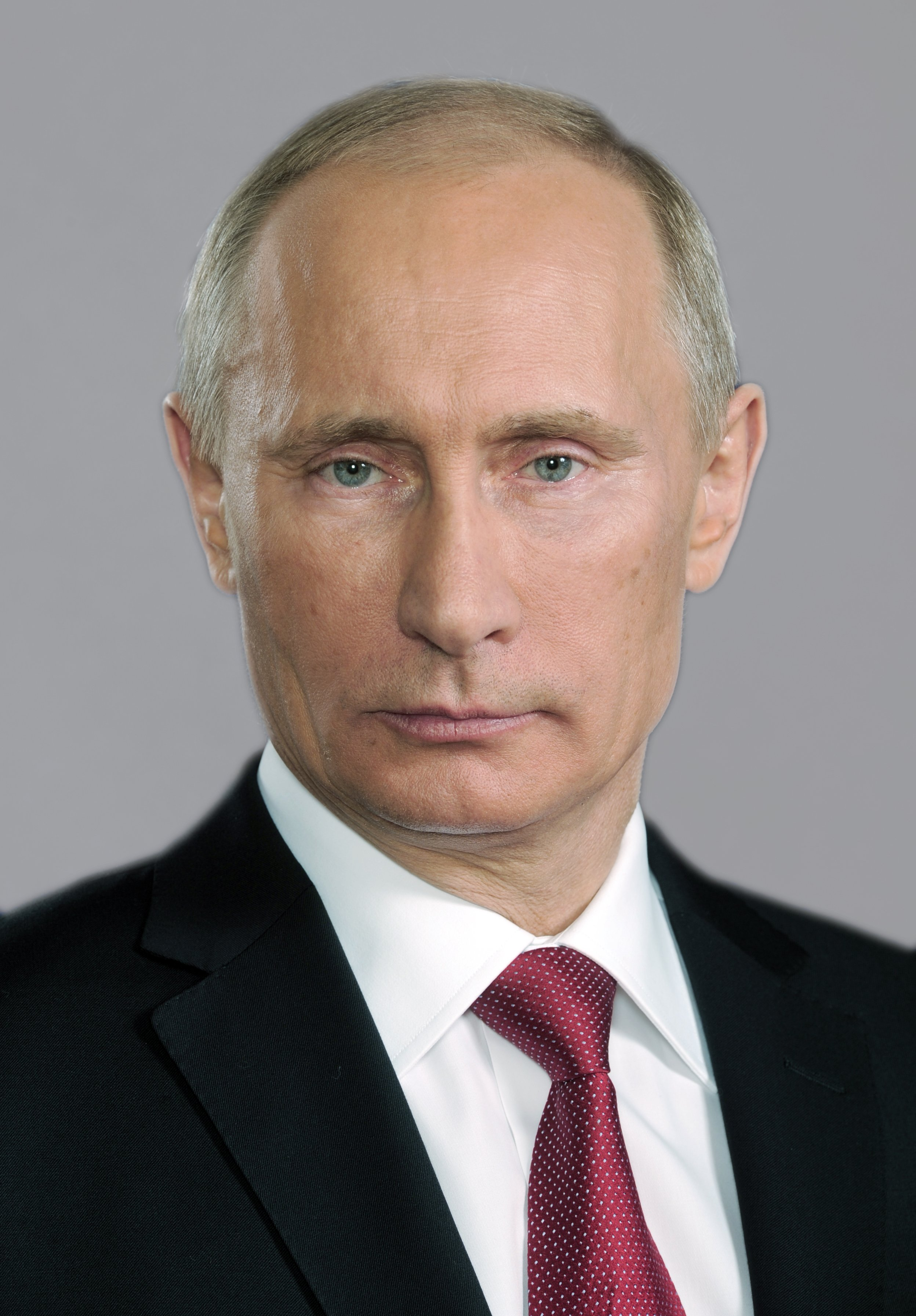
Rússia Vladimir Putin
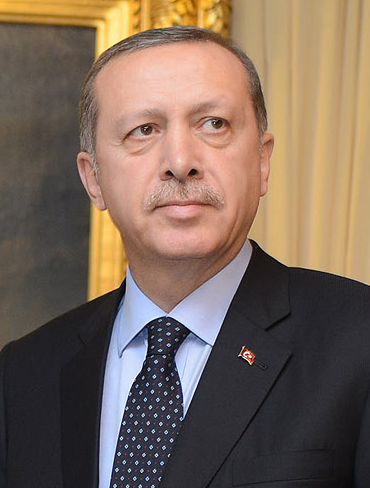
Turquia Recep Tayyip Erdogan
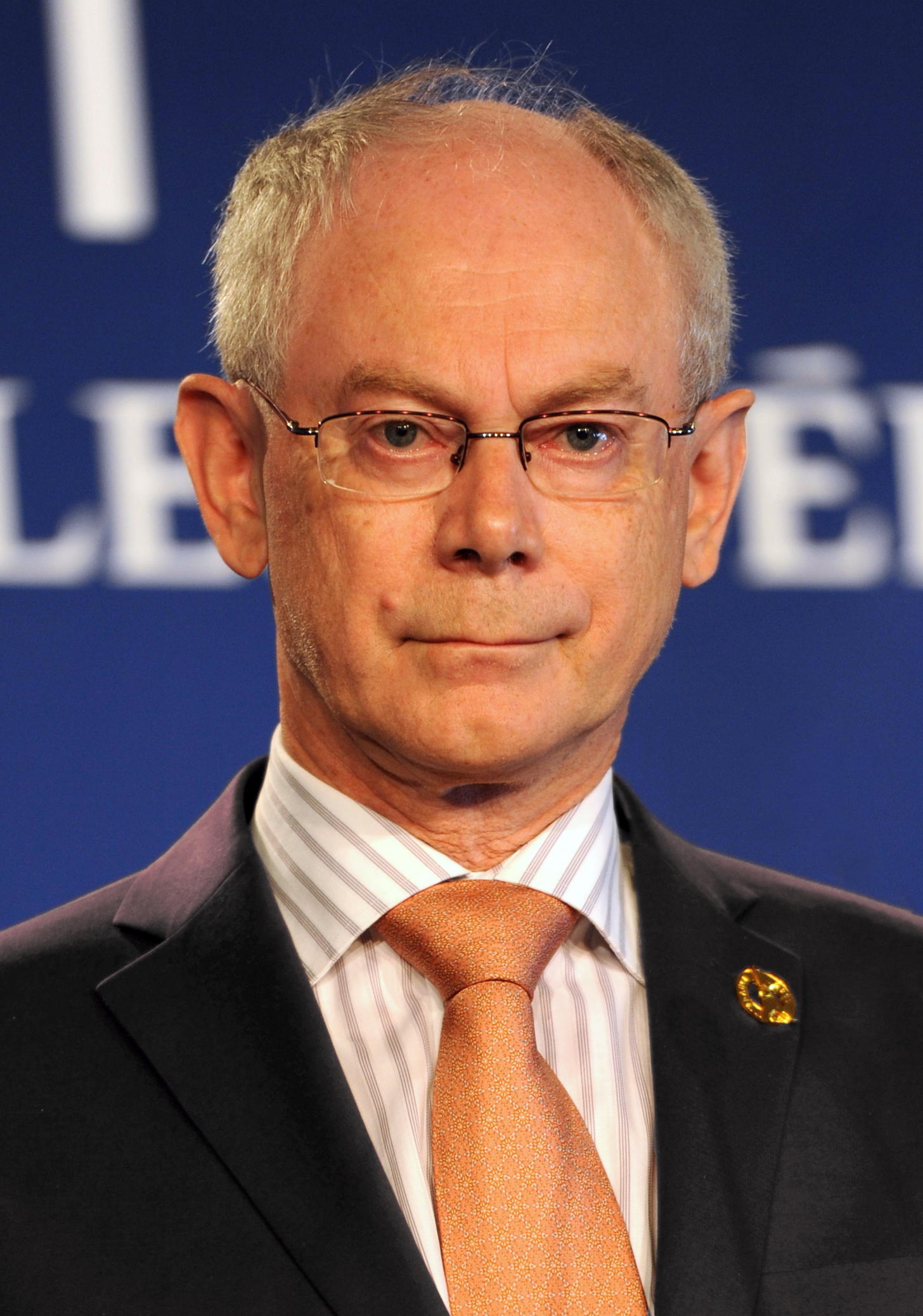
Conselho Europeu Herman Van Rompuy
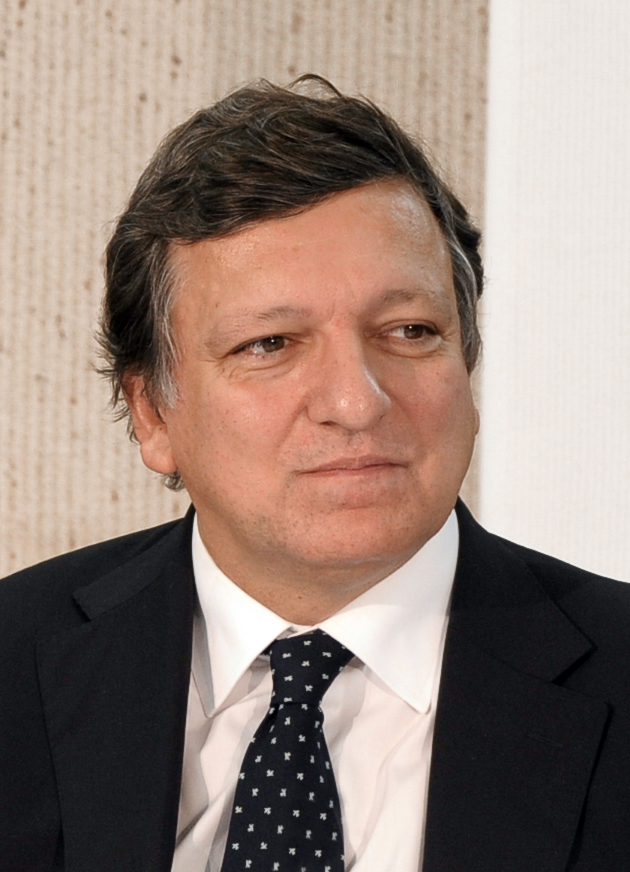
Comissão Europeia José Manuel Barroso

### Convidados

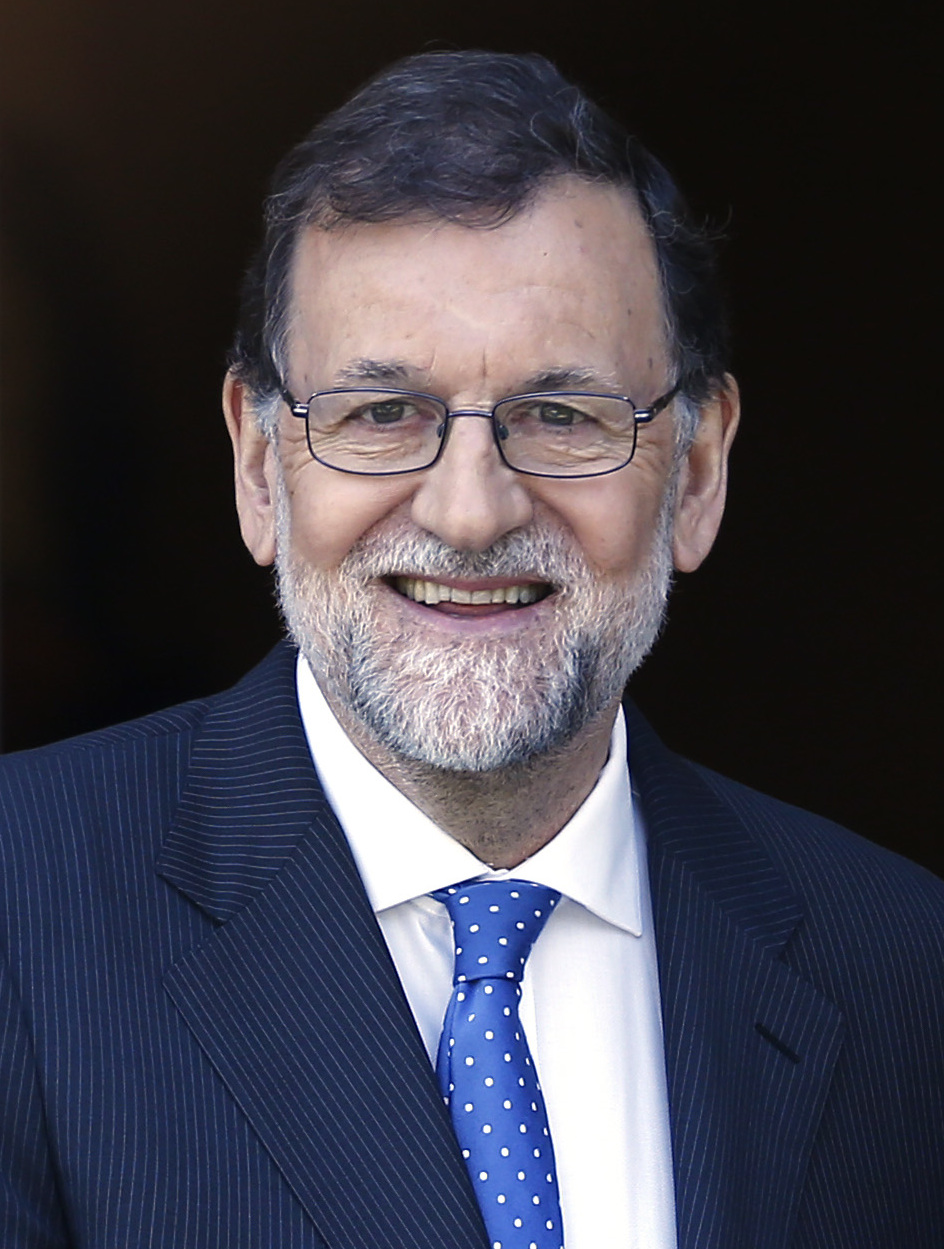
Espanha Mariano Rajoy, Presidente do Governo, convidado permanente
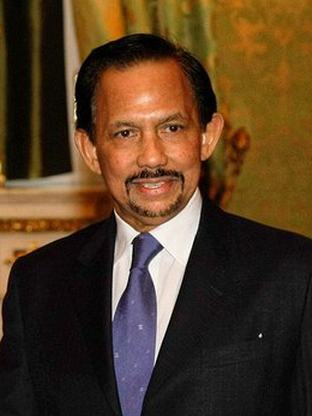
Brunei Hassanal Bolkiah, Sultão, 2013 presidente da ASEAN
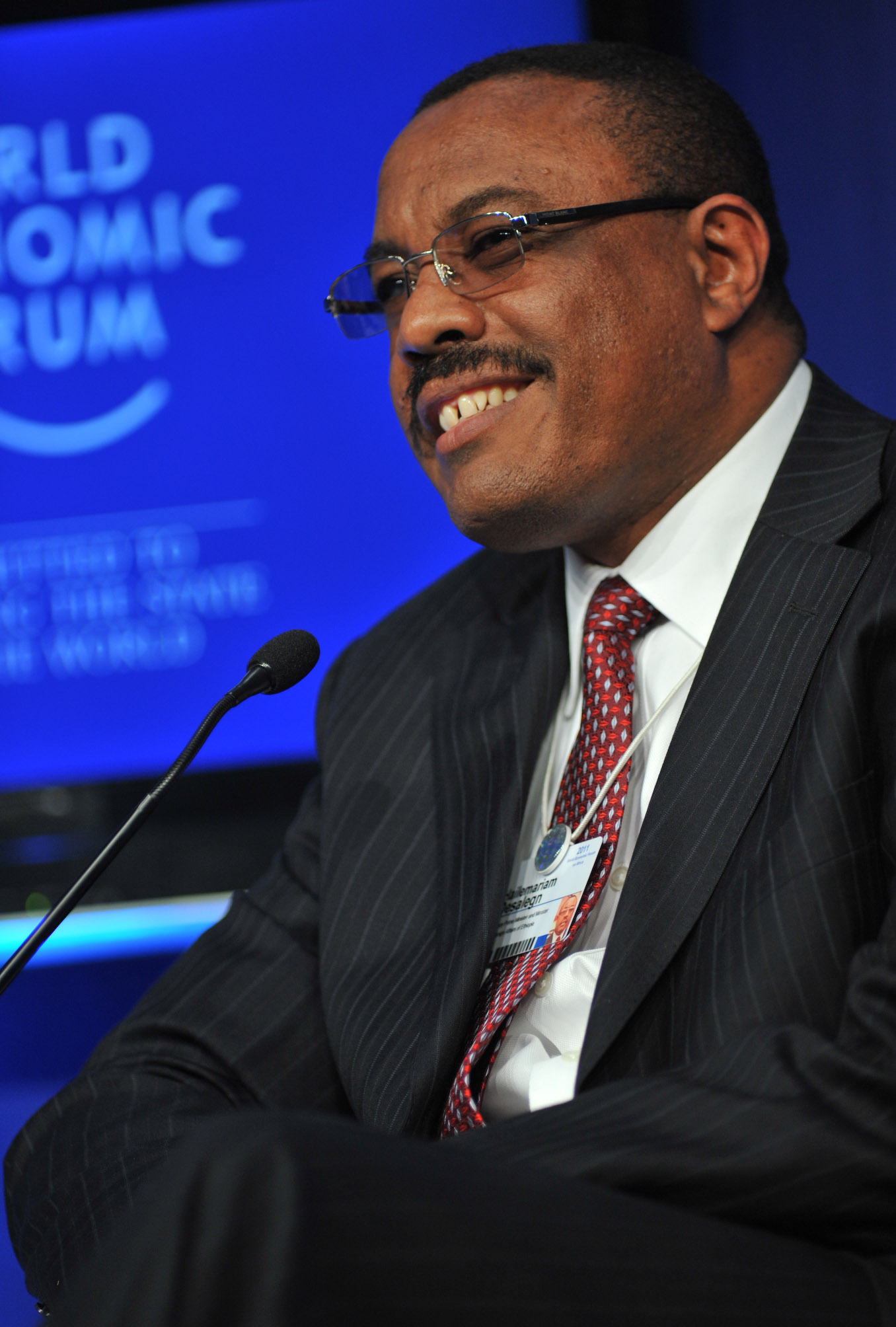
Etiópia Hailemariam Desalegn, Primeiro-ministro, 2013 presidente da União Africana
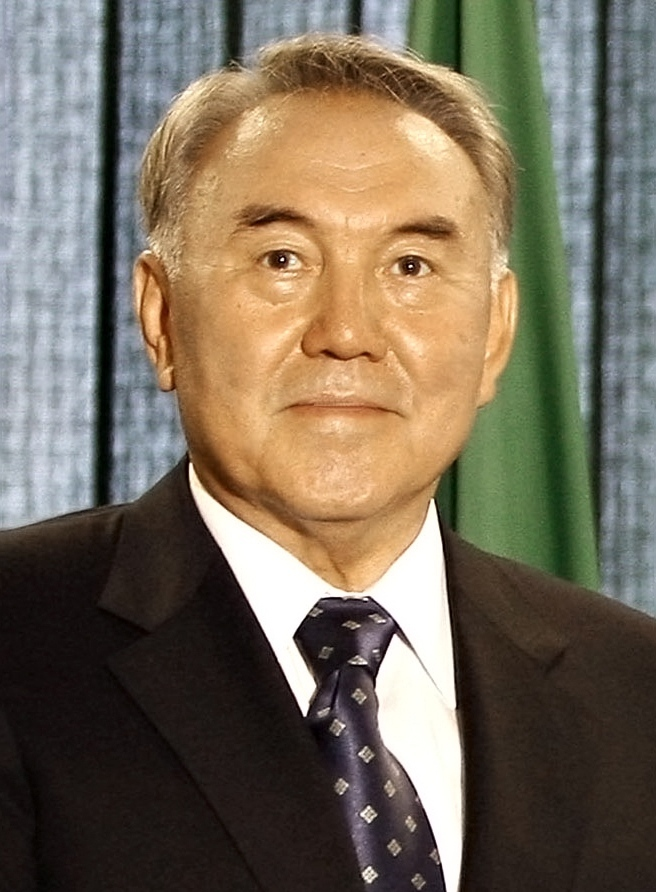
Cazaquistão Nursultan Nazarbayev, Presidente
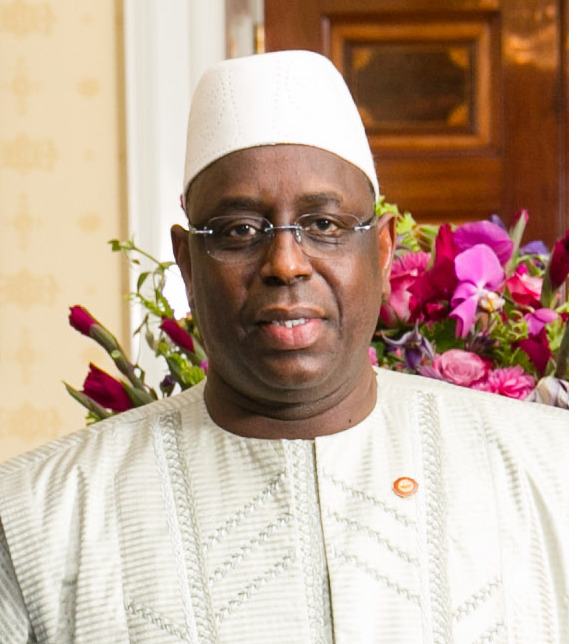
Senegal Macky Sall, Presidente, presidente da NEPAD
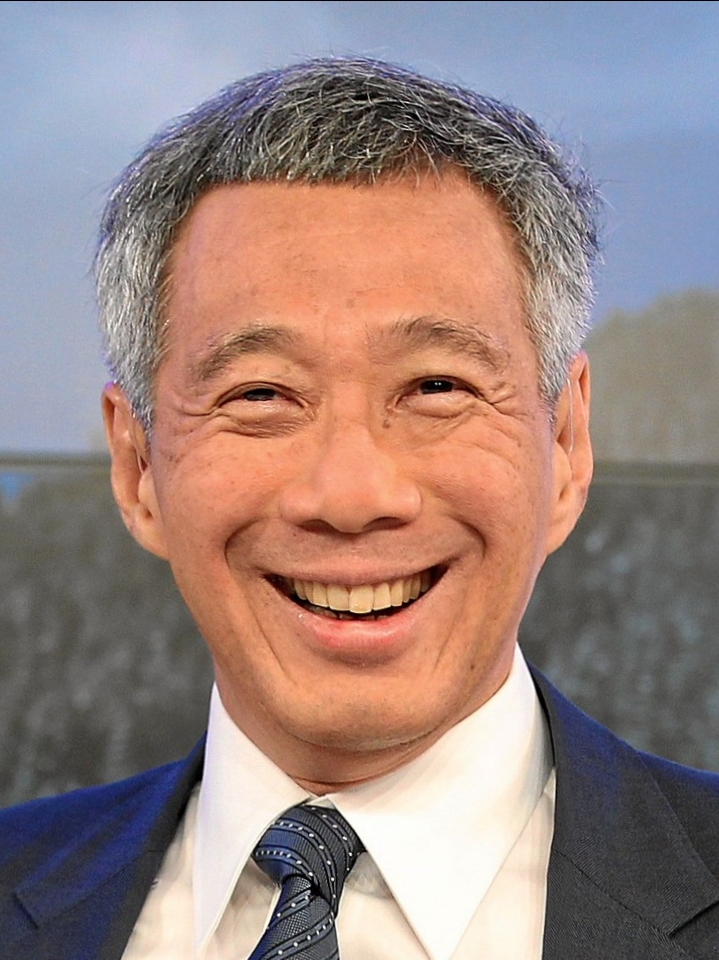
Singapura Lee Hsien Loong, Primeiro-ministro, Presidente do Fundo Monetário Internacional e do Grupo de Governança Global em 2013